# پرسی چررت
پرسی چررت (انگلیسی: Percy Cherrett; ۱۲ سپتامبر ۱۸۹۹ – ۱۹۸۴ (۸۴−۸۵ سال)) بازیکن فوتبال اهل بریتانیا بود.
از باشگاه‌هایی که در آن بازی کرده‌است می‌توان به باشگاه فوتبال کریستال پالاس، باشگاه فوتبال پورتسموث، باشگاه فوتبال ای‌اف‌سی بورنموث، باشگاه فوتبال کاوز اسپورتز، باشگاه فوتبال پلیموث آرگیل، و باشگاه فوتبال بریستول سیتی اشاره کرد.